# سید محمدتقی فاطمی
سید محمد تقی فاطمی (۱۲۸۳ – آذر ۱۳۷۴) ریاضیدان ایرانی بود. به خاطر کارهای سید محمدتقی فاطمی در ریاضیات به وی لقب «پدر علوم رياضی نوين ايران» داده‌اند.

## زندگی
سید محمد تقی فاطمی در سال ۱۲۸۳ در اصفهان زاده شد. خاندان او از نوادگان قاضی نورالهدی و او از دو سو از سادات طباطبایی و از خوانین نائین و اصفهان بود. محمدتقی فاطمی پس از تحصیلات ابتدایی و متوسطه عازم فرانسه شد و پس از نگارش رسالهٔ تخصصی استعمال گروه‌ها در هندسه و کسب درجهٔ دکتری ریاضیات از دانشسرای عالی پاریس به ایران بازگشت.
محمدتقی فاطمی از استادان دارای درجهٔ پروفسور آگرژه در رشتهٔ مکانیک از دانشگاه پاریس بود. او بیش از ۴۵ سال سابقهٔ تدریس در سطوح عالیه دانشگاهی در تهران و مشهد داشت. محمدتقی فاطمی، مسلمان شیعی از طایفهٔ شیخیهٔ باقریه بود و بعضی از کتب دینی شیخیه از جمله کتب طریق النجاة را تدریس می‌کرد. او همچنین به زبان‌های عربی و فرانسوی مسلط بود.
احمد بیرشک از استادانی بود که با فاطمی در گروه خرد در تألیف کتاب‌های ریاضی دبیرستانی همکاری داشت. کتاب مکانیک استدلالی از آثار ایشان است.
محمدتقی فاطمی در آذر ۱۳۷۴ در مشهد در گذشت و در کنار صحن علی بن موسی الرضا به خاک سپرده شد.

## فرزندان
از او شش (پنج) فرزند سه پسر و دو دختر  باقی مانده‌است. پسر بزرگ سید محمد از دانشمندان اخترفیزیک و ساکن آمریکا است که در سازمان فضائی ناسا کار می‌کند. سید محمود فاطمی داروساز و صداپیشه، و سید سعید فاطمی مهندس است و در ایران زندگی می‌کنند. دختران فاطمی در آمریکا هستند.